# Eupithecia niveivena
Eupithecia niveivena är en fjärilsart som beskrevs av Louis Beethoven Prout 1926. Eupithecia niveivena ingår i släktet Eupithecia och familjen mätare. Inga underarter finns listade i Catalogue of Life.